# Розділ у Трипарадисі
Розділ у Тріпарадіс - угода про поділ влади, укладена в Трипарадіс в 321 році до н. е. між полководцями (діадохами) Александра Великого, в якому вони назвали нового регента і влаштували переділ сатрапій імперії Александра між собою. Це був другий розділ імперії Александра Македонського після Вавилонського.

## Передумови
323 року до н. е. Александр раптово помер, залишивши величезну імперію, що включала значну частину Балканського півострова, басейн Егейського моря і величезні території в Азії. Після смерті Александра його майбутні малолітні діти (у Роксани незабаром мала народитися дитина) не могли взяти на себе управління імперією, і відразу ж постало питання про спадкоємність влади. Ці розбіжності перейшли у збройне зіткнення, результатом яких стала угода між піхотою і гетайрами: царем визнавався  недоумкуватий Аррідей, який на той час був одружений з Еврідікою . Було ухвалено рішення, що якщо у Роксани народиться син, він теж буде визнаний царем. Регентом імперії став Пердікка.
Пердикка поставив за мету всіляко зміцнювати свою владу і зробити її необмеженою, навіщо йому довелося б обмежити владу сатрапів провінцій. На початку весни 321 до зв. е. Пердикка з військом і флотом виступив проти Єгипту, розпочавши тим самим першу війну діадохів . Після невдач воїни та воєначальники регента підняли відкритий бунт, відмовившись коритися, а командир гетайрів Селевк і воєначальник аргіраспідів Антиген, увірвавшись до намету Пердікки, вбили його. Військо знову зібралося на суд, на якому віддані Пердиці воєначальники були засуджені до смерті. До Антигону на Кіпр та Антипатру до Сирії були направлені вісники з наказом з'явитися до Тріпарадісу.

## Угода
Діадохи, зібравшись у Тріпарадіс, частково перерозподілили території імперії:
- Птолемей зберіг за собою Єгипет, Киренаїку, частину Аравії, а також йому було гарантовано володіння всіма землями, які він завоює на захід від своїх володінь (мався на увазі Карфаген).
- Антипатр продовжував панувати над європейськими землями імперії
- Антигон отримував назад Велику Фригію та Лікію з деякими прилеглими землями
- Асандру поверталася Карія
- Лаомедон із Лесбосу продовжував правити Сирією
- Філоксену було залишено Кілікію
- Амфімаху дісталися відібрані у колишнього сатрапа Месопотамія та Арбелітіда
- Антиген (голова аргіраспідів) отримав Сузіану
- Стасанор - Бактрію і Согдіану
- Сибіртій зберіг у своєму правлінні Арахозію та Гедросію
- Селевк - Вавілонію
- Піфон зберіг за собою Мідію
- Філіп отримав Парфію
- Певкест зберіг Персиду
- Кліт отримав Лідію
- Тлеполем зберіг Карманію

Каппадокія, яка була при владі Евмена, набула нової влади в особі Ніканора. Інші сатрапії загалом залишилися до рук колишніх правителів.

## Карта розподілу
|  |